# الفارس (رصد)

تعديل مصدري - تعديل

الفارس هي إحدى قرى عزلة القارة بمديرية رصد التابعة لمحافظة أبين، بلغ تعداد سكانها 138 نسمة حسب تعداد اليمن لعام 2004.